# 알카사르 (세비야)

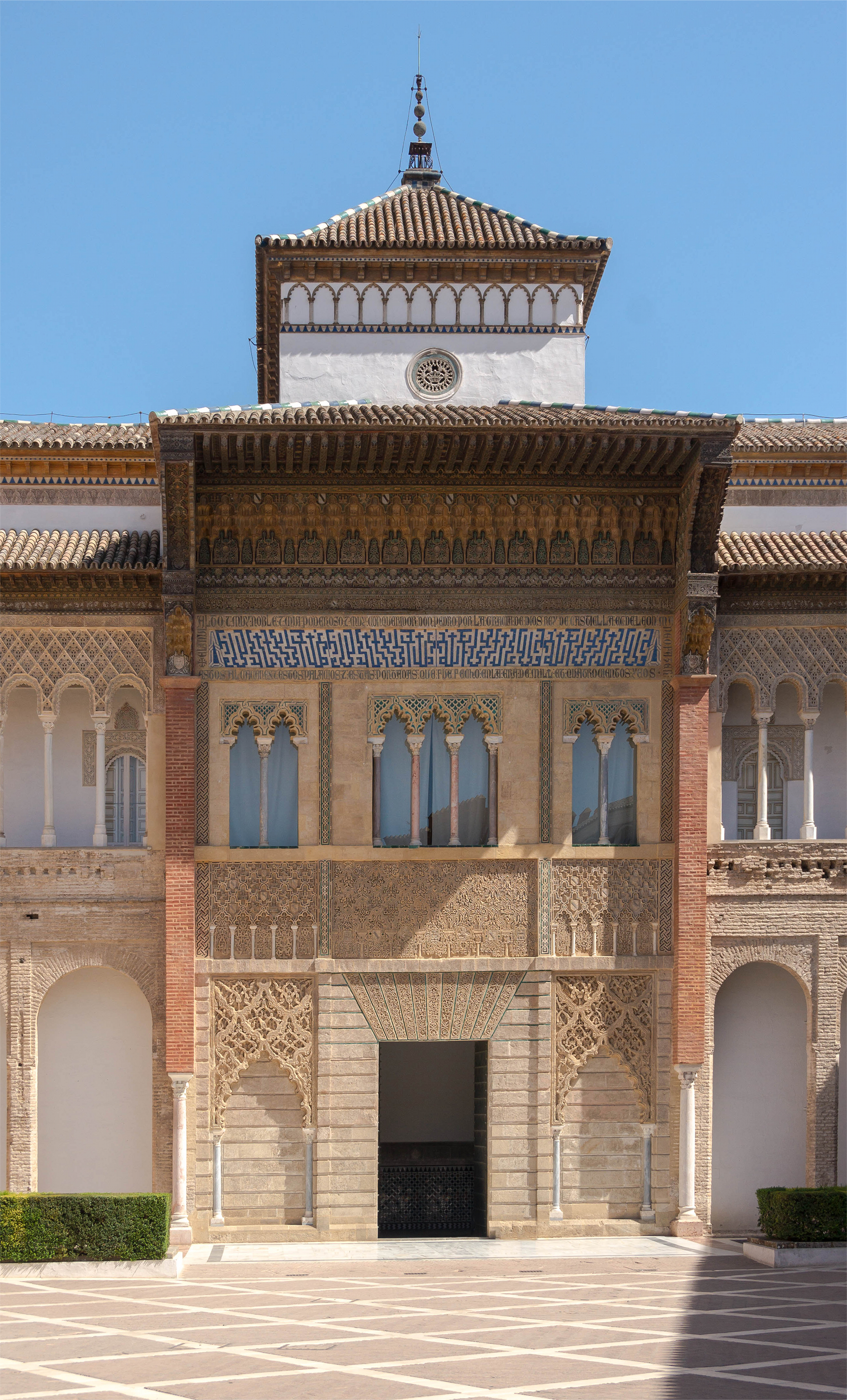
알카사르

알카사르(스페인어: Reales Alcázares de Sevilla)는 스페인 세비야의 알카사르로, 유네스코의 세계유산에 등록되어 있다.

## 같이 보기
- 아줄레주